# Bulletproof Man
Bulletproof Man (Kill the Irishman) è un film del 2011 scritto e diretto da Jonathan Hensleigh.
Il film è la trasposizione cinematografica del libro To Kill the Irishman di Rick Porrello, qui nelle vesti di produttore.

## Trama
La vera storia di Daniel "Danny" Greene, leader sindacale e boss della malavita irlandese di Cleveland negli anni settanta, e della sua partecipazione, assieme a John Nardi, alla guerra contro la famiglia di Cleveland, comandata da James "Jack White" Licavoli.

## Produzione
Il produttore Tommy Reid si dichiarò interessato al progetto dal 1999, e si mise alla ricerca di fondi per finanziare un film sulla storia di Danny Greene dal 2000.

### Cast
L'attore Val Kilmer entrò nel progetto dopo aver rifiutato il ruolo di candidato al posto di Governatore del Nuovo Messico.

### Riprese
Le riprese del film si svolgono nei mesi di maggio e giugno 2010.

### Location
Le riprese del film vengono effettuate nello Stato del Michigan (Stati Uniti d'America), nella città di Detroit. Le riprese delle scene nello stadio furono effettuate al Tiger Stadium, chiuso nel 1999, ma riaperto per le riprese; fu demolito appena finita la produzione della pellicola.

## Distribuzione
Il film viene presentato in vari festival cinematografici, tra cui l'American Film Market.
La pellicola viene distribuita nei cinema messicani a partire dall'11 maggio 2012, mentre negli Stati Uniti d'America viene pubblicato in versione limitata di copie dall'11 marzo 2011 e di seguito direct-to-video dal 14 giugno.

### Divieto
Il film viene vietato ai minori di 18 anni per la presenza di forte violenza, linguaggio scurrile e contenuti sessuali e di nudità.